# 古格什蒂鄉

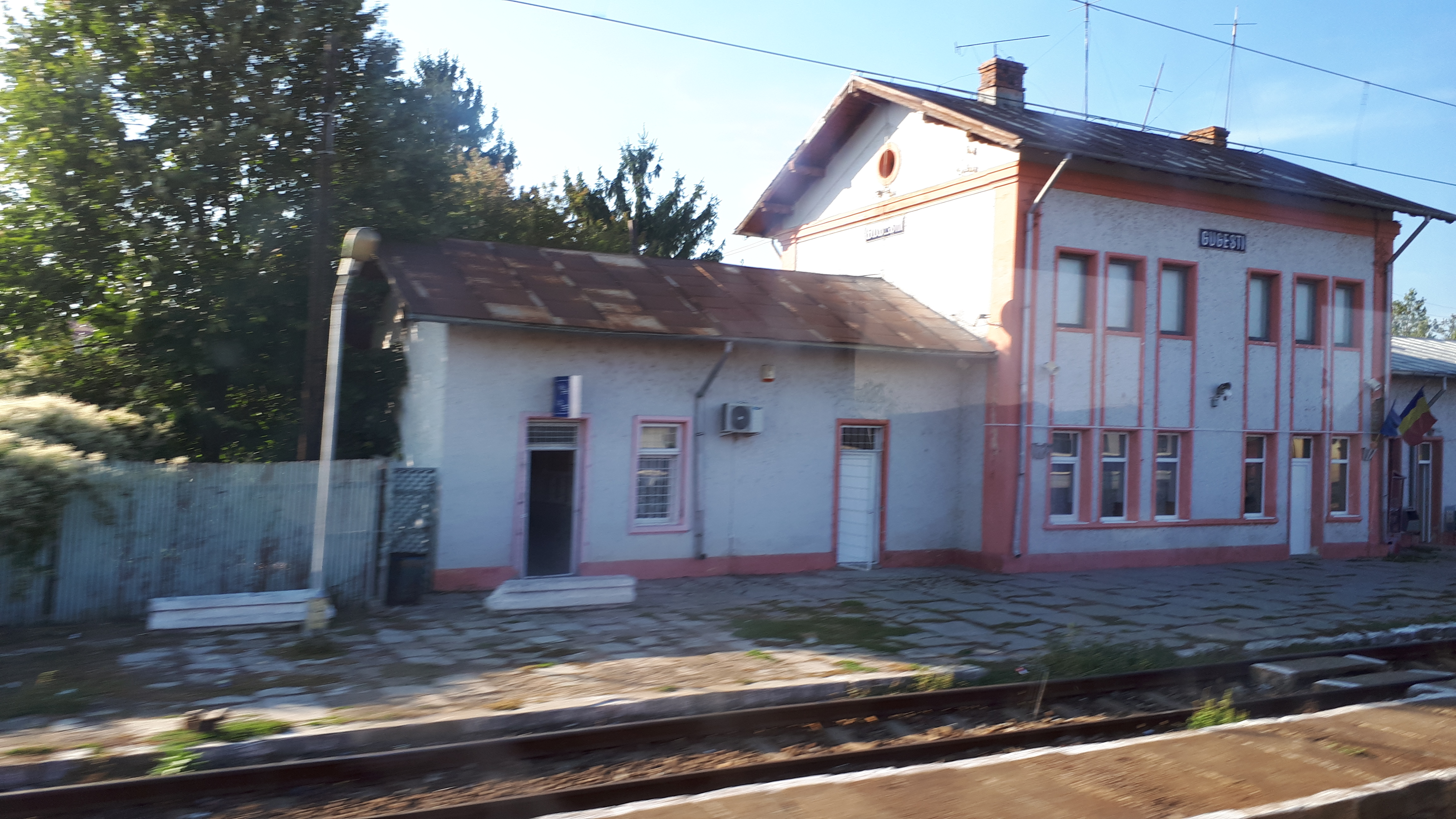

45°34′N 27°08′E / 45.567°N 27.133°E
古格什蒂鄉（羅馬尼亞語：Comuna Gugești, Vrancea），是羅馬尼亞的鄉份，位於該國東部，由弗朗恰縣負責管轄，面積32平方公里，海拔高度80米，2002年人口6,763，人口密度每平方公里211人。